# Ziziphus lenticellatus
Ziziphus lenticellatus är en brakvedsväxtart som beskrevs av Elmer Drew Merrill. Ziziphus lenticellatus ingår i släktet Ziziphus och familjen brakvedsväxter. Inga underarter finns listade i Catalogue of Life.